# Cnemidocarpa psammophora
Cnemidocarpa psammophora is een zakpijpensoort uit de familie van de Styelidae. De wetenschappelijke naam van de soort is voor het eerst geldig gepubliceerd in 1962 door Millar.